# Geoff Morrell
Geoff Morrell (* 19. Februar 1958 in Fairfield, New South Wales) ist ein australischer Schauspieler.

## Leben
Morrell wurde am 19. Februar 1958 in Fairfield im australischen Bundesstaat New South Wales als Sohn eines Lehrers geboren. Als er neun Jahre alt war, zog die Familie nach Wollongong. Er beendete die Highschool ohne gute akademische Leistungen. Anschließend arbeitete er im Port Kembla Steelworks, entschloss sich jedoch dazu, das 12. Schuljahr zu wiederholen, und erhielt sein Higher School Certificate. Dank eines Stipendiums konnte er an der University of Wollongong seinen Bachelor of Arts im Jahr 1979 erwerben. Bereits während seines Studiums folgten erste Rollen als Theaterschauspieler.
Mitte der 1980er Jahre folgten für Morrell erste Besetzungen in verschiedenen australischen und britischen Fernsehserien. Von 1997 bis 2000 stellte er in insgesamt 56 Episoden der Fernsehserie In Sachen Mord die Rolle des Det. Sen. Serg. Lance Fisk dar. 2000 verkörperte er im Film Das Geheimnis der Alibrandis die Rolle des Herrn Barton. Ab demselben Jahr bis 2003 spielte er in 18 Episoden der Fernsehserie Grass Roots die Rolle des Col Dunkley. 2003 war er in der Rolle des Mr. Scott im Film Gesetzlos – Die Geschichte des Ned Kelly zu sehen. Eine weitere größere Serienrolle hatte er von 2004 bis 2005 in Blue Heelers als Sergeant Mark Jacobs inne, den er in insgesamt 49 Episoden mimte. 2007 spielte er in der Filmproduktion Rogue – Im falschen Revier die Rolle des Allan. Um 2010 erhielt er mehrere wiederkehrende Rollen in verschiedenen Mini- und Fernsehserien. Von 2022 bis 2024 stellte er in der Fernsehserie Der Herr der Ringe: Die Ringe der Macht die Rolle des bösartigen Menschen Waldreg dar.

## Filmografie (Auswahl)
- 1985: Theatre Night (Fernsehserie, Episode 1x01)
- 1986: The Bill (Fernsehserie, Episode 2x09)
- 1986: Sunday Premiere (Fernsehserie, 2 Episoden)
- 1987: Wind und Sterne (Captain James Cook, Fernsehmehrteiler)
- 1988: Rafferty’s Rules (Fernsehserie, Episode 4x09)
- 1989: Twist total – Eine australische Familie legt los (Round the Twist, Fernsehserie, Episode 1x01)
- 1991: Strangers
- 1991: Die fliegenden Ärzte (The Flying Doctors, Fernsehserie, Episode 9x06)
- 1991: Dusty Hearts (Kurzfilm)
- 1992: Daydream Believer – Pferde sind die besseren Menschen (The Girl Who Came Late)
- 1993: Land hinter dem Regenbogen (No Worries)
- 1993: G.P. (Fernsehserie, Episode 5x36)
- 1994: Unacceptable Behaviour (Kurzfilm)
- 1994: Heartbreak High (Fernsehserie, Episode 1x14)
- 1995: Blue Murder (Miniserie, Episode 1x02)
- 1995: Bordertown (Miniserie, 8 Episoden)
- 1996: Mr. Reliable
- 1997: Blackrock
- 1997: Fallen Angels (Fernsehserie, 6 Episoden)
- 1997: Oscar und Lucinda (Oscar and Lucinda)
- 1997–2000: In Sachen Mord (Murder Call, Fernsehserie, 56 Episoden)
- 1998: Good Guys Bad Guys (Fernsehserie, Episode 2x01)
- 1998: Janine – Wettkampf mit dem Schicksal (Never Tell Me Never, Fernsehfilm)
- 2000: Das Geheimnis der Alibrandis (Looking for Alibrandi)
- 2000–2003: Grass Roots (Fernsehserie, 18 Episoden)
- 2001: My Husband My Killer (Fernsehfilm)
- 2001: BackBerner (Fernsehserie, Episode 3x18)
- 2001: The Secret Life of Us (Fernsehserie, 2 Episoden)
- 2001: Changi (Miniserie, 6 Episoden)
- 2003: Farscape (Fernsehserie, Episode 4x13)
- 2003: Gesetzlos – Die Geschichte des Ned Kelly (Ned Kelly)
- 2003: Stingers (Fernsehserie, Episode 7x21)
- 2003: Marking Time (Fernsehfilm)
- 2004: Go Big (Fernsehfilm)
- 2004: Right Here Right Now
- 2004–2005: Blue Heelers (Fernsehserie, 49 Episoden)
- 2005: Second Chance (Fernsehfilm)
- 2006: All Saints (Fernsehserie, Episode 9x19)
- 2007: Lucky Miles
- 2007: Curtin (Fernsehfilm)
- 2007: Bastard Boys (Miniserie)
- 2007: Rogue – Im falschen Revier (Rogue)
- 2008: Emerald Falls (Fernsehfilm)
- 2008: Sea Patrol (Fernsehserie, Episode 2x11)
- 2008: Bed of Roses (Fernsehserie, 4 Episoden)
- 2008: Ten Empty
- 2008: The View from Greenhaven
- 2009: Rogue Nation (Fernsehserie, 2 Episoden)
- 2009: Die Chaosfamilie (Packed to the Rafters, Fernsehserie, 3 Episoden)
- 2009: Coffin Rock
- 2010: Not Available (Fernsehfilm)
- 2010: Oranges and Sunshine
- 2010: Rake (Fernsehserie, 7 Episoden)
- 2011: Small Time Gangster (Miniserie, 8 Episoden)
- 2011: Cloudstreet (Miniserie, 3 Episoden)
- 2011: Winners & Losers (Fernsehserie, 4 Episoden)
- 2011: Ragtime (Kurzfilm)
- 2011–2012: Home and Away (Fernsehserie, 8 Episoden)
- 2012: Census (Kurzfilm)
- 2012: Dripping in Chocolate (Fernsehfilm)
- 2013: Miss Fishers mysteriöse Mordfälle (Miss Fisher’s Murder Mysteries, Fernsehserie, Episode 2x10)
- 2013: Serangoon Road (Fernsehserie, Episode 1x09)
- 2013: Novr (Kurzfilm)
- 2013: Shelter (Kurzfilm)
- 2014: The Mule – Nur die inneren Werte zählen (The Mule)
- 2015: Catching Milat (Miniserie, 2 Episoden)
- 2015: 8MMM Aboriginal Radio (Fernsehserie, 6 Episoden)
- 2015: Foal (Kurzfilm)
- 2015: Open Slather (Fernsehserie, 3 Episoden)
- 2015–2016: Please Like Me (Fernsehserie, 2 Episoden)
- 2016: Red Christmas
- 2016: Der Code (The Code, Fernsehserie, 6 Episoden)
- 2016: Deep Water (Miniserie, 2 Episoden)
- 2017: Top of the Lake (Fernsehserie, 3 Episoden)
- 2017: Fucking Adelaide (Miniserie, 2 Episoden)
- 2018: Nippers of Dead Bird Bay (Fernsehserie, Episode 1x04)
- 2019: Blue Water Empire (Fernsehserie)
- 2019: Harrow (Fernsehserie, 4 Episoden)
- 2020: A Day in Your Life (Kurzfilm)
- 2022–2024: Der Herr der Ringe: Die Ringe der Macht (The Lord of the Rings: The Rings of Power, Fernsehserie, 7 Episoden)
- 2023: Wolf Like Me (Fernsehserie, 2 Episoden)
- 2023: Compulsory Entertainment (Fernsehserie, Episode 1x04)
- 2024: High Country (Fernsehserie, 7 Episoden)
- 2024: Thou Shalt Not Steal (Miniserie, 2 Episoden)